# Eratsun
Eratsun – gmina w Hiszpanii, w Nawarze, o powierzchni 25,69 km². W 2011 roku gmina liczyła 160 mieszkańców.